# Chiesa di Santo Stefano (Roma)
La chiesa di Santo Stefano protomartire è una chiesa di Roma, nel quartiere Tuscolano, in via di Torre del Fiscale.

## Storia
Essa fu costruita tra il 1954 ed il 1955. Prende il nome dall'antica basilica dedicata al medesimo santo, fatta costruire da Leone Magno (metà del V secolo), i cui ruderi sono visibili nel vicino parco archeologico delle Tombe di via Latina.
La chiesa è sede parrocchiale, istituita dal cardinale vicario Clemente Micara il 31 luglio 1954 con il decreto Pastoris aeternis.
La chiesa fu visitata da papa Paolo VI il 10 aprile 1966 (come ricorda una lapide all'esterno della chiesa) e da papa Giovanni Paolo II il 26 aprile 1998.

## Descrizione
La chiesa, edificata a pianta rettangolare, presenta sull'altare maggiore una statua in ceramica che raffigura colui che la Chiesa cristiana ritiene essere il primo martire della sua storia, santo Stefano, ucciso il giorno di Pentecoste, come raccontato negli Atti degli apostoli.
All'esterno, sopra il portone d'entrata, è posta un'altra raffigurazione del santo, un dipinto di Santo Stefano fra due palme: nell'iconografia cristiana le palme simboleggiano il martirio. L'edificio è affiancato da un campanile a vela.